# Championnat de France de football américain 1982
Navigation
Saison 1983
La saison 1982 du casque d’or est la première saison du championnat de France de football américain de D1 qui voit le sacre des Spartacus de Paris.

## Participants
- Météores de Nogent
- Anges Bleus de Montreuil
- Spartacus de Paris
- Squales de Rueil-Malmaison

## Résultats
|  | Demi-finales               | Demi-finales       |                    |   | Finale                    | Finale |
|  | Demi-finales               | Demi-finales       |                    |   | Finale                    | Finale |
|  |                            |                    |                    |   |                           |        |
|  |                            |                    |                    |   | Stade de la Cipale, Paris |        |
|  |                            |                    |                    |   |                           |        |
|  | Méteores de Nogent         | 39                 |                    |   |                           |        |
|  | Méteores de Nogent         | 39                 |                    |   |                           |        |
|  | Anges Bleus de Montreuil   | 22                 |                    |   |                           |        |
|  | Anges Bleus de Montreuil   | 22                 | Méteores de Nogent | 0 |                           |        |
|  |                            |                    | Méteores de Nogent | 0 |                           |        |
|  |                            | Spartacus de Paris | 44                 |   |                           |        |
|  | Spartacus de Paris         | Spartacus de Paris | 44                 | ? |                           |        |
|  | Spartacus de Paris         |                    |                    | ? |                           |        |
|  | Squales de Rueil-Malmaison | ?                  |                    |   |                           |        |
|  | Squales de Rueil-Malmaison | ?                  |                    |   |                           |        |

## Source
- (fr) Elitefoot